# Panon
Panon és un municipi francès situat al departament del Sarthe i a la regió de País del Loira. L'any 2007 tenia 34 habitants.

## Demografia

### Població
El 2007 la població de fet de Panon era de 34 persones. Hi havia 16 famílies de les quals 4 eren unipersonals (4 homes vivint sols), 4 parelles sense fills i 8 parelles amb fills.
La població ha evolucionat segons el següent gràfic:
Habitants censats

### Habitatges
El 2007 hi havia 16 habitatges, 14 eren l'habitatge principal de la família, 1 era una segona residència i 1 estava desocupat. Tots els 16 habitatges eren cases. Dels 14 habitatges principals, 12 estaven ocupats pels seus propietaris i 2 estaven llogats i ocupats pels llogaters; 1 tenia dues cambres, 4 en tenien tres, 4 en tenien quatre i 5 en tenien cinc o més. 12 habitatges disposaven pel capbaix d'una plaça de pàrquing. A 4 habitatges hi havia un automòbil i a 9 n'hi havia dos o més.

### Piràmide de població
La piràmide de població per edats i sexe el 2009 era:
| Homes | Edats   | Dones |
| ----- | ------- | ----- |
| 0     | 95 o +  | 0     |
| 0     | 90 a 94 | 0     |
| 0     | 85 a 89 | 0     |
| 0     | 80 a 84 | 0     |
| 0     | 75 a 79 | 0     |
| 0     | 70 a 74 | 0     |
| 4     | 65 a 69 | 0     |
| 0     | 60 a 64 | 4     |
| 0     | 55 a 59 | 0     |
| 0     | 50 a 54 | 0     |
| 0     | 45 a 49 | 0     |
| 4     | 40 a 44 | 0     |
| 0     | 35 a 39 | 4     |
| 0     | 30 a 34 | 0     |
| 0     | 25 a 29 | 0     |
| 0     | 20 a 24 | 0     |
| 4     | 15 a 19 | 4     |
| 0     | 10 a 14 | 0     |
| 0     | 5 a 9   | 0     |
| 0     | 0 a 4   | 0     |

## Economia
El 2007 la població en edat de treballar era de 18 persones, 15 eren actives i 3 eren inactives. Les 15 persones actives estaven ocupades(9 homes i 6 dones).. De les 3 persones inactives 1 estava jubilada i 2 estaven estudiant.
Activitats econòmiques
L'únic establiment que hi havia el 2007 era d'una empresa immobiliària.
L'únic servei als particulars que hi havia el 2009 era una agència immobiliària.

## Poblacions més properes
El següent diagrama mostra les poblacions més properes.